# Tropidocaris
Tropidocaris is een geslacht van uitgestorven kreeftachtigen uit de klasse van de Malacostraca (hogere kreeftachtigen).

## Soorten
- Tropidocaris alternata Beecher, 1884 †
- Tropidocaris bicarinata Beecher, 1884 †
- Tropidocaris brittanica Morzadec & Rolfe, 1968 †
- Tropidocaris interrupta Beecher, 1884 †
- Tropidocaris salsiusculus Feldmann, Boswell & Kammer, 1986 †